# New Hampshire (Ohio)
New Hampshire é um lugar designado pelo censo localizado no condado de Auglaize no estado estadounidense de Ohio. No Censo de 2010 tinha uma população de 174 habitantes e uma densidade populacional de 110,13 pessoas por km².

## Geografia
New Hampshire encontra-se localizado nas coordenadas 40° 33′ 14″ N, 83° 57′ 12″ O. Segundo o Departamento do Censo dos Estados Unidos, New Hampshire tem uma superfície total de 1.58 km², da qual 1.58 km² correspondem a terra firme e (0%) 0 km² é água.

## Demografia
Segundo o censo de 2010, tinha 174 pessoas residindo em New Hampshire. A densidade populacional era de 110,13 hab./km². Dos 174 habitantes, New Hampshire estava composto pelo 100% brancos, 0% eram afroamericanos, 0% eram amerindios, 0% eram asiáticos, 0% eram insulares do Pacífico, 0% eram de outras raças e 0% pertenciam a duas ou mais raças. Do total da população 0% eram hispanos ou latinos de qualquer raça.